# Museum Vergane Glorie
Museum Vergane Glorie is een particulier museum dat zich bevindt aan de Turhoutseweg 10A te Baarle, gemeente Baarle-Hertog. Het toont onder meer voorwerpen die gerelateerd zijn aan oude ambachten.
Het museum is voortgekomen uit de verzameling oude gebruiksvoorwerpen van Ad Haneveer. Als schrijnwerker verzamelde hij oude gereedschappen met een nadruk op houten gereedschappen. Zo vindt men er een grote collectie gereedschappen van timmerlieden, schoenmakers, kappers, schrijnwerkers, bakkers, loodgieters, smeden, diamantbewerkers en imkers. Er zijn voorwerpen uit de Eerste en Tweede Wereldoorlog en een aantal oude toestellen. Voorts vindt men er de inventaris van een illegale alcoholstokerij. De meeste voorwerpen dateren van eind 19e en begin 20e eeuw.